# Fernlichtassistent
Der Fernlichtassistent ist ein Sicherheits-/Komfort-Element für Kraftfahrzeuge, das das Auf- und Abblenden des Fernlichts bei Dunkelheit automatisiert. Es erkennt entgegenkommende oder vorausfahrende beleuchtete Fahrzeuge und steuert die eigenen Scheinwerfer durch Auf- und Abblenden so, dass die Lichtverhältnisse optimal ausgenutzt werden, der eigene Lichtkegel soll die anderen Fahrzeuge dadurch nicht blenden.
Die Komponente zählt zu den Fahrerassistenzsystemen, ist seit 2005 auf dem deutschen Markt und soll mehr Sicherheit und Fahrkomfort bei Nachtfahrten bieten.

## Funktionsweise
Der Fernlichtassistent wird durch einen an der Vorderseite des Innenspiegels angebrachten Kamerasensor gesteuert, der das Scheinwerferlicht entgegenkommender und das Rücklicht vorausfahrender Fahrzeuge ab einer herstellerseits festgelegten Entfernung registriert. Der Assistent schaltet das Fernlicht selbsttätig ein und aus, wobei die Reaktionszeiten so eingestellt sind, dass andere Verkehrsteilnehmer nicht geblendet werden. Dafür wird ein Bildverarbeitungs-Algorithmus eingesetzt, der andere Fahrzeuge erkennt und die Entfernung genau berechnen kann. Das System ist darauf genormt, menschliches Schaltverhalten zu imitieren und analysiert hierfür Helligkeit und Farbe einer Lichtquelle im Millisekundenbereich, um optimale Lichtverhältnisse zu gewährleisten. Das System reagiert auch auf Umgebungsbeleuchtung, zum Beispiel innerhalb von Ortschaften.
In Deutschland wurde der erste Fernlichtassistent im Jahr 2005 im BMW E65 eingeführt. Bei BMW-Fahrzeugen wird der Fernlichtassistent am Lichtschalter über die Taste „Lichtautomatik“ aktiviert und kann jederzeit über die manuelle Betätigung des Licht-Lenkstockhebels deaktiviert werden.

## Adaptiver Fernlichtassistent
Bei der neuesten Lichttechnologie, dem adaptiven Fernlichtassistenten (Adaptive Hell-Dunkel-Grenze, gleitende Leuchtweitenregulierung), werden die Scheinwerfer mit einer Kamera mit intelligenter Bildauswertung gekoppelt. Die Kamera ist in der Lage, die Leuchtweite der Scheinwerfer anzusteuern und dabei Leuchtweiten von bis zu 300 m zu erreichen – ohne dass dabei andere Verkehrsteilnehmer geblendet werden: die Hell-/Dunkelgrenze endet stets unter dem Stoßfänger des nächsten Fahrzeugs. Wenn die Kamera keine weiteren Verkehrsteilnehmer mehr erkennt, wird automatisch das Fernlicht eingeschaltet. Durch weiche Übergänge zwischen allen Lichtszenarien ergibt sich für den Fahrer stets die optimale Ausleuchtung der Straßen, ohne plötzliche Lichtwechsel. Dadurch können sich die Augen leichter an die neue Lichteinstellung adaptieren.
Die Daimler AG arbeitet mit einem adaptiven Fernlichtassistenten, bei dem die Leuchtweite der variabel regelbaren Scheinwerfer aufgrund der Entfernungsmessung jeweils kontinuierlich neu eingestellt und je nach Abstand des vorausfahrenden oder entgegenkommenden Fahrzeugs angepasst werden. Die Komponente benötigt meist Xenon-Scheinwerfer. Sie wurde 2009 in der Mercedes-Benz Baureihe 212 eingeführt.

## Blendfreies Fernlicht
Das blendfreie Fernlicht, auch „vertikale Hell-Dunkel-Grenze“ genannt, ist eine besondere Art des Fernlichts in Kraftfahrzeugen. Es handelt sich um die neueste Fernlichtassistent-Technik. Es folgt dem Prinzip eines ständig eingeschalteten Fernlichts. Seine Funktion beruht auf dem Zusammenspiel einer Frontkamera in der Windschutzscheibe des Fahrzeugs sowie Software zur Bildverarbeitung und Lichttechnik.